# Ален Исламовић
Алија Исламовић (Бихаћ, 17. август 1957), познат под уметничким именом Ален, је југословенски и босанскохерцеговачки рок и хеви метал певач, бивши члан група Дивље јагоде и Бијело дугме. Од 1989. упустио се у соло каријеру.

## Биографија
Ален Исламовић је рођен у Соколцу, селу удаљеном око 5 км од Бихаћа, у северозападном делу Босне и Херцеговине. Када му је било две и по године, отац му је добио посао у Бихаћу, па се цела породица преселила у град. Исламовић је први пут добио приступ музици преко старијег брата који је купио грамофон крајем 1960их.
Научио је да свира гитару уз помоћ старијег брата, а 1974. је почео да свира бас-гитару у групи Баг. Почео је да пева јер је његов брат имао највише плоча, тако да је, по мишљењу колега из групе, могао да учи стихове.
Ускоро је Исламовићева локална популарност порасла са концертима његове групе. Поред Бихаћа, Баг је наступао у местима као што су Приједор, Дрвар, Сански Мост и Бања Лука и на тај начин зарадио пристојне суме новца. Одушевљавао се музиком Лед зепелина, Дип перпла и Бијелог дугмета.
Када му се група распала, Ален је почео да игра фудбал у Јединству из Бихаћа, ондашњем друголигашу.

### Дивље јагоде
Након што је одслужио војску, Сеад Липовача га је позвао у групу. Почетак са Дивљим јагодама је био врло тежак, али се на крају исплатио како је група постала врло популарна у неким деловима Југославије. Били су толико обећавајући да је априла 1984. (када је Жељко Бебек напустио Бијело дугме) Ален одбио понуду Горана Бреговића да пева у Бијелом дугмету, а Дивље јагоде (сада називане Wild Strawberries) су биле на корак од светске славе. Међутим, на крају је све пропало, Дивље јагоде су се распале, а Ален се вратио у Бихаћ и одлучио да се бави обичним послом и да заборави на музику. Али онда је дошла друга понуда од Горана Бреговића (када је Тифа напустио Дугме), а овај пут Ален ју је прихватио.

### Бијело дугме
Горан Бреговић је наводно позвао Алена у групу углавном због његовог здравог начина живота (наводно је изјавио да му је доста пијаница и наркомана).
Бреговић је био у праву, а Ален није допустио да га слава промени. Након сваке турнеје се враћао у Бихаћ да води своју кафану, пеца и игра стони тенис. 1989. је напустио турнеју Бијелог дугмета, а да претходно никог није обавестио. Вратио се кући да би излечио проблем са бубрезима који је задобио на турнеји, што је приморало групу да откаже остатак турнеје. Иако се тада то чинило као мало одлагање, на крају се испоставило да је то крај Бијелог дугмета. Ускоро је избио рат, а група је прешла у 15-годишње мировање.

### Соло каријера
Након што је оздравио, Ален је у почетку искористио ово време да сними свој соло албум "Хај, нек се чује, хај, нек се зна". Плоча је наишла на млак одзив публике и ускоро је заборављена. Када је избио рат у Босни и Херцеговини, отишао је из Бихаћа у Загреб. Активан је и наступа у Босни и Херцеговини и повремено у суседним земљама. Исламовић такође наступа у Немачкој, Аустрији и Швајцарској где је популаран међу гастарбајтерском заједницом из бивше Југославије. Његов репертоар се углавном састоји од песама Бијелог дугмета, па се сматра „једночланом групом у част Бијелог дугмета“.
2003. Ален је певао у дуету са турбофолк звездом Индиром Радић. Песма "Лопов" је постала велики комерцијални хит. 
2005. је учествовао у три велика опроштајна концерта Бијелог дугмета.
Такође је свирао ритам гитару и певао у групи 4 аса са Владом Калембером, Славком Пинтарићем Пиштом, Рајком Дујмићем и Јурицом Пађеном.
Фебруара 2006. Исламовић је објавио свој најновији албум "Мртво хладно" са канадском групом Срчани удар.
2014. Године је издао албум "Алкатраз".
2014. Почела је турнеја прославе 40. година од изласка албума Бијелог дугмета "Кад би био бијело дугме" под називом "Ко не полуди тај није нормалан". Турнеја траје и данас.
2015-16. За Хрватско тржиште је 2015. изашао албум Бијелог дугмета "Ко не полуди тај није нормалан" у издању Кроације рекордс, 2016. у издању Сити рекордса, уз мале измене, је изашао за остатак Балкана.
2016. Ален је снимио дует са младом звездом Гранда Милицом Павловић "Још се браним ћутањем".
2017. Јула месеца креће на турнеју 40 година Ален и Јагоде. Заједно са Наском Будимлићем, Златаном Чехићем и Драгомиром Херендићем Dragianni као гитаристом уместо Зелета Липоваче који није желео да им се придружи већ сам прави своју прославу.

## Фестивали
Златна палма, Карневал шоу, Цавтат:
- Моја селе, '90

Бихаћ:
- Најљепша (Вече забавне музике), '99

Хрватски радијски фестивал:
- Пада киша, 2001.

Марко Поло, Корчула:
- Хероина, 2014.

Златне жице Славоније, Пожега:
- Све ми иде (Ауреа фест, Пожега), 2014.

Севдах фест, Бихаћ:
- Хеј Бихаћу, једини си (са Тамбурашким оркестром Бедем), 2015.

Фестивал народне музике, Бихаћ:
- Опасно / Ођила / Ја немам права, 2008.
- Шта је, ту је, 2015.
- Хеј, Бихаћу (са Тамбурашким оркестром Бедем), 2022.

Охрид Фест:
- Тамо далеко (Вече поп музике), 2018.

Макфест, Штип:
- Судњи дан, 2022.